# Oxytropis tachtensis
Oxytropis tachtensis är en ärtväxtart som beskrevs av Adrien René Franchet. Oxytropis tachtensis ingår i släktet klovedlar, och familjen ärtväxter. Inga underarter finns listade i Catalogue of Life.